# Astyanax mutator
Astyanax mutator är en fiskart som beskrevs av Eigenmann, 1909. Astyanax mutator ingår i släktet Astyanax och familjen Characidae. Inga underarter finns listade.